# شصت و هفتمین مراسم جوایز گرمی
شصت و هفتمین مراسم جوایز گرمی به‌منظور تقدیر از بهترین آثار و هنرمندان از ۱۶ سپتامبر ۲۰۲۳ تا ۳۰ اوت ۲۰۲۴ به انتخاب آکادمی ضبط در ۲ فوریه ۲۰۲۵ برگزار شد. این بیست و دومین سالی است که مراسم در سالن سرپوشیدهٔ کریپتودات‌کام در لس آنجلس برگزار می‌شود. این مراسم از طریق شبکهٔ تلویزیونی سی‌بی‌اس پوشش داده شد و پخش اینترنتی آن در پارامونت پلاس در دسترس قرار گرفت. نامزدها از طریق لایو استریم یوتیوب در ۸ نوامبر ۲۰۲۴ معرفی شدند. کمدین ترور نوآ برای پنجمین بار پیاپی مجری مراسم بود.
بیانسه با نامزدی در یازده رشته، در رتبهٔ نخست قرار دارد و پس از آن بیلی آیلیش، چارلی ایکس‌سی‌ایکس، کندریک لمار و پست مالون هر یک هفت نامزدی دارند. بیانسه با مجموع ۹۹ نامزدی، با شکستن رکورد همسرش جی-زی، به هنرمند با بیشتری نامزدی در تاریخ گرمی تبدیل شد. تیلور سوئیفت نخستین هنرمند زن تاریخ شد که هفت بار نامزد جایزهٔ آلبوم سال شده است. «ااکنون و آینده» از بیتلز نخستین ترانه ساخته شده با کمک هوش مصنوعی است که نامزد جایزهٔ گرمی شده است. جیمی کارتر رئیس‌جمهور سابق ایالات متحده آمریکا در سن صد سالگی، مسن‌ترین نامزد در تاریخ جوایز گرمی شد. او نامزد جایزه بهترین کتاب صوتی، روایت و ضبط داستان شد.